# Xavier Rogiers
Xavier Rogiers (* 1. November 1956 in Ypern, Westflandern; † 20. November 2019) war ein belgischer Chirurg. Er war ein Pionier der Lebertransplantation bei Kindern.

## Leben
Nach dem Abitur am Sint-Vincentius-College in Ypern studierte Rogiers an der Katholischen Universität Löwen Medizin. 1982 wurde er magna cum laude promoviert. Er diente 1984/85 bei den Fallschirmjägern der Belgischen Streitkräfte und wurde Leutnant. Seit 1989 Facharzt für Chirurgie, war er 1989/90 Fellow in der Transplantationschirurgie der University of Chicago. Ab 1990 am Universitätskrankenhaus Leuven, ging er 1992 an das Universitätsklinikum Hamburg-Eppendorf. Bei Christoph Broelsch habilitierte er sich 1997. Im Jahr darauf wurde er Direktor der Klinik für hepatobiliäre Chirurgie und viszerale Transplantation. 2000 leitete er in Hamburg die 166. Tagung der Vereinigung Nordwestdeutscher Chirurgen. 2001 auf den Lehrstuhl der Universität Hamburg berufen, wurde er 2004 zum Direktor des Transplantationszentrums am UKE gewählt. Er kehrte 2007 in seine Heimat zurück und übernahm an der Universität Gent den Lehrstuhl für Transplantationschirurgie.

## Ehrungen
- Ehrendoktor der Universität Göteborg (2001)